# Qianling (köping i Kina)
Qianling (kinesiska: 黔灵, 黔灵镇) är en köping i Kina. Den ligger i provinsen Guizhou, i den sydvästra delen av landet, nära eller i provinshuvudstaden Guiyang. Antalet invånare är 214260. Befolkningen består av 101 960 kvinnor och 112 300 män. Barn under 15 år utgör 18,0 %, vuxna 15-64 år 78 %, och äldre över 65 år 2,0 %.